# 1555 en science
| Années de la science : 1552 - 1553 - 1554 - 1555 - 1556 - 1557 - 1558    |
| Décennies de la science : 1520 - 1530 - 1540 - 1550 - 1560 - 1570 - 1580 |

Cet article présente les faits marquants de l'année 1555 en science.

## Publications

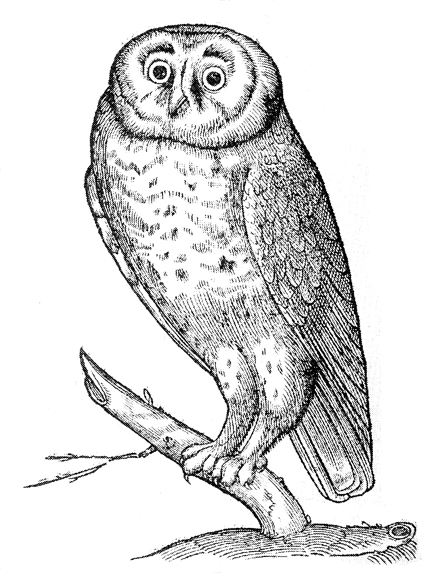
Chouette, illustration tirée d’Histoiriae animalium (1555).

- Giovan Battista Bellaso : Novi et singolari modi di cifrare, ouvrage de cryptologie ;
- Pierre Belon :
  - La nature et diversité des poissons, avec leurs pourtraictz représentez au plus près du naturel, Ch. Estienne, Paris, 1555 ;
  - L'histoire de la nature des oyseaux, Guillaume Cauellat, 1555 (présentation en ligne) ;
- Conrad Gessner : Historiae animalium : Liber III qui est de avium natura. apud Christoph. Froschoverum ;
- Pierre de La Ramée : Dialectique, Paris, André Wechel, 1555.
- Guillaume Rondelet : Universæ aquatilium historiæ pars altera, cum verisipsorum imaginibus, 1555 ;
- Guillaume Le Testu : Cosmographie Universelle selon les navigateurs, tant anciens que modernes, 1555 - 1556, atlas de 56 cartes ;
- Alessio Piemontese : De' Secreti del R.D. Alessio Piemontese, Venice.

## Naissances

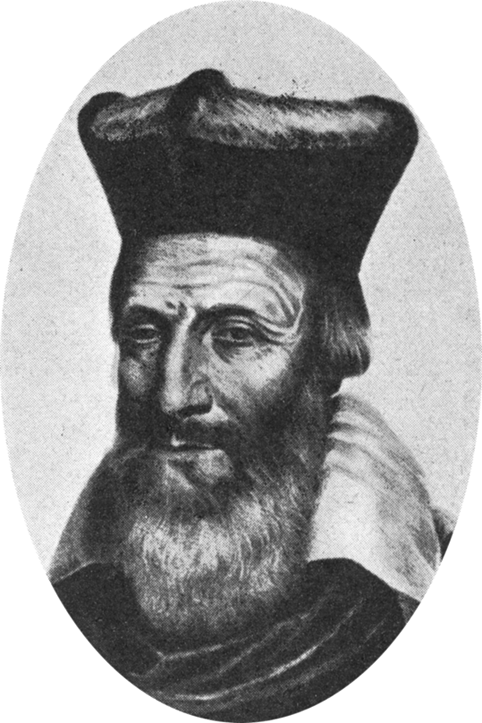
Pierre Richer de Belleval

- 13 juin : Giovanni Antonio Magini (en latin, Maginus, (mort en 1617)), astronome, astrologue, cartographe, mathématicien et universitaire italien.
- Sans date précise
  - Andreas Libavius (mort en 1616), chimiste et médecin allemand.
- Vers 1555
  - Pierre Richer de Belleval (mort en  1632), botaniste français.

## Décès
- 14 janvier : Jacobus Sylvius (né en 1478), médecin et anatomiste français.
- 25 mai : Gemma Frisius (né en 1508), cartographe et mathématicien.
- 23 juin : Pedro de Mascarenhas (né vers 1484), navigateur, explorateur et diplomate portugais néerlandais.
- 8 août : Oronce Fine (né en 1494), mathématicien et cartographe français.
- 5 octobre : Edward Wotton (né en 1492), médecin, naturaliste et zoologiste britannique.
- 21 novembre : Georgius Agricola (né en 1494), savant allemand.

- Pierre Gilles (né en 1490), naturaliste français.